# Lee Grodzins
Lee Grodzins (Lowell, 10 de julho de 1926 – 6 de março de 2025) foi um professor emérito americano de física no Massachusetts Institute of Technology (MIT). Depois de trabalhar como pesquisador no Brookhaven National Laboratory, Grodzins ingressou no corpo docente do MIT, onde lecionou física por quase quatro décadas. Ele também foi chefe de P&D da Niton Corporation, que desenvolveu dispositivos para detectar contaminantes perigosos e contrabando. Grodzins escreveu mais de 170 artigos técnicos e detinha mais de 60 patentes nos EUA.